# Chiesa di Sant'Apollinare (Ne)
La chiesa di Sant'Apollinare è un luogo di culto cattolico situato nella frazione di Reppia, in via Corte, nel comune di Ne nella città metropolitana di Genova. La chiesa è sede della parrocchia omonima del vicariato di Sturla e Graveglia della diocesi di Chiavari.

## Storia

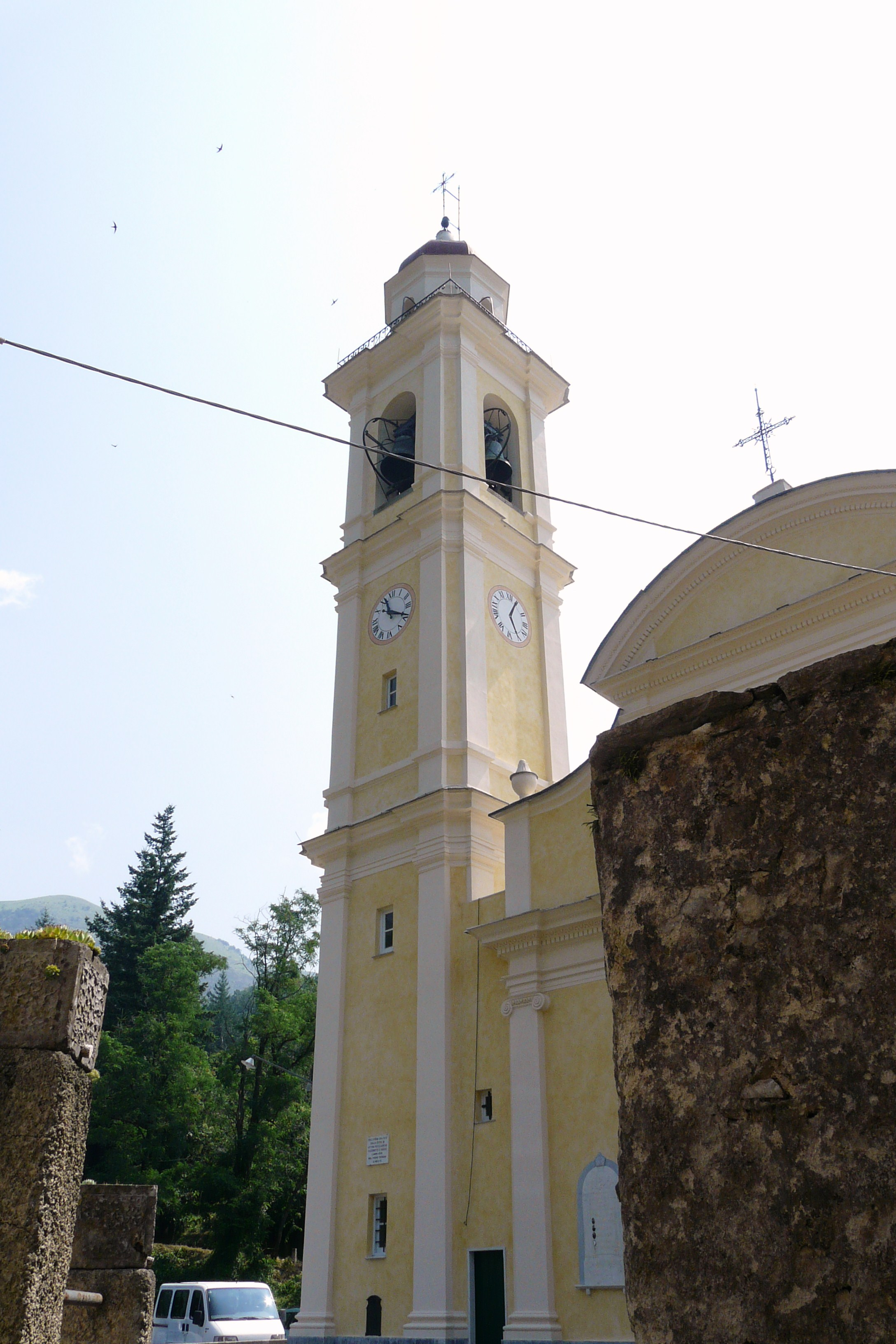
Il campanile

Situata nella località denominata Corte, la primitiva chiesa di Reppia fu edificata in un periodo interiore al Mille. Originariamente nel territorio insistevano due distinte comunità parrocchiali, Santa Maria e Sant'Apollinare, che sul finire del XIII secolo furono riunite in un'unica entità parrocchiale.
Una prima citazione della chiesa di Reppia è datata all'aprile del 1413 quando un documento cita prete Matteo di Napoli quale rettore della chiesa di Sant'Apollinare, nonché delle altre due chiese preesistenti sul territorio e della pieve di Santo Stefano in Lavagna. Una successiva bolla papale di Clemente VII, datata al 15 giugno 1524, conferisce invece al sacerdote Giovanni Raffo la titolarità sulle chiese di Sant'Apollinare di Reppia e di San Lorenzo ad Arzeno.
Nel XVI secolo, dopo la tremenda pestilenza del 1579 che colpì e decimò la popolazione locale, la parrocchia di Reppia fu aggregata alla comunità di Arzeno che amministrò spiritualmente i due borghi fino al 1667. Nuovamente separata da Arzeno, la chiesa fu visitata il 23 maggio del 1756 dal vescovo della diocesi di Brugnato monsignor Domenico Tatis che la elevò al titolo priorale; nell'occasione furono benedette le nuove campane dedicate a Santa Maria, Sant'Apollinare e a San Gaetano. In una successiva visita del medesimo vescovo, il 17 giugno 1765, fu invece solennemente consacrata.
Un importante intervento restaurativo fu compiuto nel 1903, nel quale si portò la struttura a tre navate con l'incassamento dei quattro altari laterali.
Anche la comunità di Reppia passò nel 1959 alla diocesi di Chiavari.

## Descrizione
Gli altari laterali in cotto sono nel totale sei, più il maggiore intitolato al santo titolare della chiesa. Da destra il primo altare è dedicato al Sacro Cuore di Gesù, conservante l'omonimo quadro, il secondo alla Madonna della Guardia con lignea statua nella nicchia e il terzo alla Madonna della Cintura; da sinistra il primo è dedicato a Nostra Signora di Loreto con la presenza dell'omonima statua in legno, il secondo a sant'Antonio di Padova e il terzo al Santissimo Crocifisso.
La volta, dipinta dal Rezio, sono raffigurati episodi di vita del santo di Ravenna. Nella zona del presbiterio sono conservate altre statue in legno e in gesso ritraenti sant'Apollinare, san Pietro apostolo, san Paolo, sant'Agostino e san Gaetano. In marmo bianco di Carrara sono invece le parti decorative del pavimento, delle balaustre e del battistero. L'organo è stato costruito dalla Ditta Paoli.
Il campanile è stato edificato nel 1892, ed è dotato di un concerto di 6 campane in RE3 maggiore della ditta Domenico Capanni di Fidenza.